# Chiba Kazuhiko
Chiba Kazuhiko (千葉 和彦 Chiba Kazuhiko, sinh ngày 21 tháng 6 năm 1985 ở Kushiro, Hokkaidō, Nhật Bản) là một cầu thủ bóng đá người Nhật Bản. Hiện tại anh thi đấu cho câu lạc bộ tại J. League Division 1 Sanfrecce Hiroshima.

## Thống kê sự nghiệp câu lạc bộ
Cập nhật đến ngày 23 tháng 2 năm 2017.
| 2003–04               | AGOVV                 | Eerste Divisie        | 0            | 0            |                       |                       |               |               |          |           | 0       | 0         |           |           |
| 2004–05               | AGOVV                 | Eerste Divisie        | 21           | 0            | 1                     | 0                     |               |               |          |           | 22      | 0         |           |           |
| 2005–06               | Dordrecht             | Eerste Divisie        | 0            | 0            |                       |                       |               |               |          |           | 0       | 0         |           |           |
| Netherlands           | Netherlands           | Netherlands           | 21           | 0            | 1                     | 0                     |               |               |          |           | 22      | 0         |           |           |
| Thành tích câu lạc bộ | Thành tích câu lạc bộ | Thành tích câu lạc bộ | Giải vô địch | Giải vô địch | Cúp                   | Cúp                   | Cúp Liên đoàn | Cúp Liên đoàn | Châu lục | Châu lục  | Khác1   | Khác1     | Tổng cộng | Tổng cộng |
| Mùa giải              | Câu lạc bộ            | Giải vô địch          | Số trận      | Bàn thắng    | Số trận               | Bàn thắng             | Số trận       | Bàn thắng     | Số trận  | Bàn thắng | Số trận | Bàn thắng | Số trận   | Bàn thắng |
| Nhật Bản              | Nhật Bản              | Nhật Bản              | Giải vô địch | Giải vô địch | Cúp Hoàng đế Nhật Bản | Cúp Hoàng đế Nhật Bản | Cúp Liên đoàn | Cúp Liên đoàn | Châu Á   | Châu Á    | Khác    | Khác      | Tổng cộng | Tổng cộng |
| 2005                  | Albirex Niigata       | J1 League             | 0            | 0            | 0                     | 0                     | 0             | 0             | –        | –         | –       | –         | 0         | 0         |
| 2006                  | Albirex Niigata       | J1 League             | 14           | 0            | 2                     | 0                     | 2             | 0             | –        | –         | –       | –         | 18        | 0         |
| 2007                  | Albirex Niigata       | J1 League             | 27           | 0            | 1                     | 0                     | 6             | 1             | –        | –         | –       | –         | 34        | 1         |
| 2008                  | Albirex Niigata       | J1 League             | 31           | 0            | 2                     | 1                     | 6             | 0             | –        | –         | –       | –         | 39        | 1         |
| 2009                  | Albirex Niigata       | J1 League             | 13           | 0            | 2                     | 0                     | 2             | 0             | –        | –         | –       | –         | 17        | 0         |
| 2010                  | Albirex Niigata       | J1 League             | 33           | 0            | 3                     | 0                     | 5             | 0             | –        | –         | –       | –         | 41        | 0         |
| 2011                  | Albirex Niigata       | J1 League             | 29           | 1            | 1                     | 0                     | 3             | 0             | –        | –         | –       | –         | 33        | 1         |
| 2012                  | Sanfrecce Hiroshima   | J1 League             | 33           | 1            | 1                     | 0                     | 6             | 0             | –        | –         | –       | –         | 40        | 1         |
| 2013                  | Sanfrecce Hiroshima   | J1 League             | 34           | 1            | 5                     | 1                     | 2             | 0             | 4        | 0         | 4       | 0         | 49        | 2         |
| 2014                  | Sanfrecce Hiroshima   | J1 League             | 30           | 1            | 1                     | 0                     | 5             | 0             | 6        | 1         | 1       | 0         | 43        | 2         |
| 2015                  | Sanfrecce Hiroshima   | J1 League             | 34           | 1            | 3                     | 0                     | 5             | 0             | –        | –         | 5       | 1         | 47        | 1         |
| 2016                  | Sanfrecce Hiroshima   | J1 League             | 30           | 0            | 0                     | 0                     | 2             | 0             | 5        | 1         | 1       | 0         | 38        | 1         |
| Nhật Bản              | Nhật Bản              | Nhật Bản              | 308          | 5            | 21                    | 2                     | 44            | 1             | 15       | 2         | 11      | 1         | 399       | 10        |
| Tổng cộng sự nghiệp   | Tổng cộng sự nghiệp   | Tổng cộng sự nghiệp   | 329          | 6            | 22                    | 2                     | 44            | 1             | 15       | 2         | 11      | 1         | 421       | 11        |

1Bao gồm Siêu cúp Nhật Bản, Giải bóng đá Cúp câu lạc bộ thế giới và J. League Championship.

## Danh hiệu

### Câu lạc bộ
Sanfrecce Hiroshima
- J. League Division 1: 2012, 2013, 2015
- Siêu cúp Nhật Bản: 2013, 2014, 2016

### Quốc tế
Japan
- Cúp bóng đá Đông Á: 2013